# US Open 2021
Lo US Open 2021 è stato un torneo di tennis giocato  all'USTA Billie Jean King National Tennis Center di New York su campi di cemento Laykold all'aperto. Si è trattato della 141ª edizione dello US Open. I campioni uscenti dei singolari maschile e femminile erano l'austriaco Dominic Thiem, che ha dato forfait per un infortunio al polso, e la giapponese Naomi Ōsaka.
Daniil Medvedev ha battuto in finale in tre set Novak Đoković, ottenendo così la sua prima vittoria in uno slam e allo stesso tempo negando al serbo di vincere il Calendar Grande Slam.
È la prima volta dallo US Open 1997 che nessun giocatore tra Rafael Nadal, Roger Federer, Serena Williams e Venus Williams è presente nel tabellone principale del torneo.
Questo torneo è stato caratterizzato dall'exploit di alcune giovanissime promesse nate negli anni duemila: lo spagnolo classe 2003 Carlos Alcaraz è giunto fino ai quarti di finale, il canadese classe 2000 Félix Auger-Aliassime ha raggiunto la semifinale, mentre l'altra canadese Leylah Fernandez e la britannica Emma Raducanu, entrambe nate nel 2002, si sono contese la finale, che è stata vinta dalla seconda.

## Torneo
L'evento è stato organizzato dalla International Tennis Federation (ITF), e ha fatto parte dell'ATP Tour 2021 e del WTA Tour 2021 sotto la categoria Grande Slam. Il torneo ha compreso il singolare (maschile, femminile) e il doppio (maschile, femminile, misto). Si sono disputati anche i tornei di singolare e doppio per ragazze e ragazzi (giocatori under 18), e i tornei di singolare e doppio in carrozzina. Il torneo ha visto un taglio nel numero di partecipanti ai tornei dei doppio maschile e femminile, che tornano, come nel 2019 a 64 coppie.
Il torneo si è giocato su quindici campi in cemento Laykold, inclusi i tre campi principali: Arthur Ashe Stadium, Louis Armstrong Stadium e Grandstand.
Il torneo si è svolto in 14 giornate divise in due settimane dal 30 agosto al 12 settembre.

## Wildcard
Ai seguenti giocatori è stata assegnata una wildcard per accedere al tabellone principale:

### Singolare maschile
- Jenson Brooksby
- Ernesto Escobedo
- Brandon Nakashima
- Emilio Nava
- Max Purcell
- Sam Riffice
- Jack Sock
- Zachary Svajda

### Singolare femminile
- Hailey Baptiste
- Ashlyn Krueger
- Caty McNally
- Emma Navarro
- Alycia Parks
- Storm Sanders
- Coco Vandeweghe
- Katie Volynets

### Doppio maschile
- Christopher Eubanks /  Bjorn Fratangelo
- Robert Galloway /  Alex Lawson
- Steve Johnson /  Sam Querrey
- Evan King /  Hunter Reese
- Mitchell Krueger /  Michael Mmoh
- Nathaniel Lammons /  Jackson Withrow
- Eliot Spizzirri /  Tyler Zink

### Doppio femminile
- Usue Maitane Arconada /  Whitney Osuigwe
- Hailey Baptiste /  Emma Navarro
- Madison Brengle /  Claire Liu
- Lauren Davis /  Ingrid Neel
- Makenna Jones /  Elizabeth Scotty
- Ashlyn Krueger /  Robin Montgomery
- Sania Mirza /  Coco Vandeweghe

### Doppio misto
- Reese Brantmeier /  Nicholas Monroe
- Elvina Kalieva /  Bruno Kuzuhara
- Madison Keys /  Bjorn Fratangelo
- Jamie Loeb /  Mitchell Krueger
- Sania Mirza /  Rajeev Ram
- Asia Muhammad /  Jackson Withrow
- Sabrina Santamaria /  Nathaniel Lammons
- Sachia Vickery /  Nathan Pasha

## Ranking protetto
I seguenti giocatori sono entrati in tabellone con il ranking protetto:

### Singolare maschile
- Philipp Kohlschreiber

### Singolare femminile
- Ivana Jorović
- Jaroslava Švedova
- Samantha Stosur
- Carla Suárez Navarro

## Qualificazioni

### Singolare maschile
1. Maxime Cressy
2. Evgenij Donskoj
3. Christopher Eubanks
4. Peter Gojowczyk
5. Quentin Halys
6. Antoine Hoang
7. Cem İlkel
8. Ivo Karlović
9. Henri Laaksonen
10. Kamil Majchrzak
11. Maximilian Marterer
12. Alex Molčan
13. Oscar Otte
14. Holger Rune
15. Marco Trungelliti
16. Botic van de Zandschulp

#### Lucky Loser
1. Michail Kukuškin
2. Yūichi Sugita
3. Bernabé Zapata Miralles

### Singolare femminile
1. Katie Boulter
2. Cristina Bucșa
3. Olga Danilović
4. Harriet Dart
5. Dalma Gálfi
6. Valentini Grammatikopoulou
7. Ana Konjuh
8. Jamie Loeb
9. Rebecca Marino
10. Rebeka Masarova
11. Nuria Párrizas Díaz
12. Kristýna Plíšková
13. Emma Raducanu
14. Elena-Gabriela Ruse
15. Anna Karolína Schmiedlová
16. Astra Sharma

#### Lucky Loser
1. Kristína Kučová
2. Greet Minnen
3. Kamilla Rachimova
4. Mayar Sherif
5. Viktoriya Tomova
6. Stefanie Vögele

## Ritiri
Prima del torneo
Singolare maschile
- Aljaž Bedene → sostituito da  Tarō Daniel
- Borna Ćorić → sostituito da  Mackenzie McDonald
- Kyle Edmund → sostituito da  Denis Kudla
- Roger Federer → sostituito da  Tallon Griekspoor
- Rafael Nadal → sostituito da  Salvatore Caruso
- Milos Raonic → sostituito da  Bernabé Zapata Miralles
- Gilles Simon → sostituito da  Michail Kukuškin
- Dominic Thiem → sostituito da  Carlos Taberner
- Stan Wawrinka → sostituito da  Andy Murray

Singolare femminile
- Jennifer Brady → sostituita da  Stefanie Vögele
- Sofia Kenin → sostituita da  Viktorija Tomova
- Johanna Konta → sostituita da  Kamilla Rachimova
- Jeļena Ostapenko → sostituita da  Greet Minnen
- Laura Siegemund → sostituita da  Kaja Juvan
- Patricia Maria Țig → sostituita da  Claire Liu
- Wang Qiang → sostituita da  Kristína Kučová
- Serena Williams → sostituita da  Mayar Sherif
- Zheng Saisai → sostituita da  Cvetana Pironkova
- Zhu Lin → sostituita da  Sara Errani

## Tennisti partecipanti ai singolari
- Singolare maschile

| Campione                | Campione                   | Finalista                  | Finalista                        |
| ----------------------- | -------------------------- | -------------------------- | -------------------------------- |
| Daniil Medvedev [2]     | Daniil Medvedev [2]        | Novak Đoković [1]          | Novak Đoković [1]                |
| Semifinalisti           |                            |                            |                                  |
| Alexander Zverev [4]    | Alexander Zverev [4]       | Félix Auger-Aliassime [12] | Félix Auger-Aliassime [12]       |
| Eliminati ai quarti     |                            |                            |                                  |
| Matteo Berrettini [6]   | Lloyd Harris               | Carlos Alcaraz             | Botic van de Zandschulp [Q]      |
| Eliminati al 4º turno   |                            |                            |                                  |
| Jenson Brooksby [WC]    | Oscar Otte [Q]             | Jannik Sinner [13]         | Reilly Opelka [22]               |
| Frances Tiafoe          | Peter Gojowczyk [Q]        | Diego Schwartzman [11]     | Daniel Evans [24]                |
| Eliminati al 3º turno   |                            |                            |                                  |
| Kei Nishikori           | Aslan Karacev [21]         | Andreas Seppi              | Il'ja Ivaška                     |
| Jack Sock [WC]          | Gaël Monfils [17]          | Nikoloz Basilašvili        | Denis Shapovalov [7]             |
| Andrej Rublëv [5]       | Roberto Bautista Agut [18] | Henri Laaksonen [Q]        | Stefanos Tsitsipas [3]           |
| Facundo Bagnis          | Alex Molčan [Q]            | Alexei Popyrin             | Pablo Andújar                    |
| Eliminati al 2º turno   |                            |                            |                                  |
| Tallon Griekspoor       | Mackenzie McDonald         | Jordan Thompson            | Taylor Fritz                     |
| Hubert Hurkacz [10]     | Denis Kudla                | Vasek Pospisil             | Corentin Moutet                  |
| Albert Ramos Viñolas    | Aleksandr Bublik [31]      | Steve Johnson              | Zachary Svajda                   |
| Maxime Cressy [Q]       | Lorenzo Musetti            | Ernesto Escobedo [WC]      | Roberto Carballés Baena          |
| Pedro Martínez          | Guido Pella                | Emil Ruusuvuori            | Bernabé Zapata Miralles [LL]     |
| Cristian Garín [16]     | Dušan Lajović              | Arthur Rinderknech         | Adrian Mannarino                 |
| Casper Ruud [8]         | Marco Trungelliti [Q]      | Brandon Nakashima [WC]     | Kevin Anderson                   |
| Grigor Dimitrov [15]    | Marcos Giron               | Philipp Kohlschreiber [PR] | Dominik Koepfer                  |
| Eliminati al 1º turno   |                            |                            |                                  |
| Holger Rune [Q]         | Jan-Lennard Struff [WC]    | Salvatore Caruso           | David Goffin [27]                |
| Jaume Munar             | Gianluca Mager             | Mikael Ymer                | Alex de Minaur [14]              |
| Jahor Herasimaŭ         | Márton Fucsovics           | Laslo Đere                 | Lorenzo Sonego [20]              |
| Fabio Fognini [28]      | Tennys Sandgren            | Stefano Travaglia          | Jérémy Chardy                    |
| Sam Querrey             | Lucas Pouille              | Yoshihito Nishioka         | Yannick Hanfmann                 |
| Federico Coria          | Maximilian Marterer [Q]    | Marco Cecchinato           | Max Purcell [WC]                 |
| Pablo Carreño Busta [9] | Sebastian Korda            | Emilio Nava [WC]           | Kwon Soon-woo                    |
| Karen Chačanov [25]     | Pablo Cuevas               | Tommy Paul                 | Federico Delbonis                |
| Ivo Karlović [Q]        | James Duckworth            | Christopher Eubanks [Q]    | Filip Krajinović [32]            |
| Nick Kyrgios            | Kamil Majchrzak [Q]        | Feliciano López            | Evgenij Donskoj                  |
| Norbert Gombos          | John Millman               | Benoît Paire               | Ugo Humbert [23]                 |
| Cameron Norrie [26]     | Miomir Kecmanović          | Pierre-Hugues Herbert      | Andy Murray                      |
| Yūichi Sugita           | Carlos Taberner            | Tarō Daniel                | Alejandro Davidovich Fokina [29] |
| John Isner [19]         | Cem İlkel [Q]              | Jiří Veselý                | Ričardas Berankis                |
| Sam Riffice [WC]        | Radu Albot                 | Antoine Hoang [Q]          | Thiago Monteiro                  |
| Marin Čilić [30]        | Michail Kukuškin [LL]      | Quentin Halys [Q]          | Richard Gasquet                  |

- Singolare femminile

| Campionessa                    | Campionessa                 | Finalista                     | Finalista                     |
| ------------------------------ | --------------------------- | ----------------------------- | ----------------------------- |
| Emma Raducanu [Q]              | Emma Raducanu [Q]           | Leylah Fernandez              | Leylah Fernandez              |
| Semifinaliste                  |                             |                               |                               |
| Maria Sakkarī [17]             | Maria Sakkarī [17]          | Aryna Sabalenka [2]           | Aryna Sabalenka [2]           |
| Eliminate ai quarti            |                             |                               |                               |
| Belinda Bencic [11]            | Karolína Plíšková [4]       | Elina Svitolina [5]           | Barbora Krejčíková [8]        |
| Eliminate al 4º turno          |                             |                               |                               |
| Shelby Rogers                  | Iga Świątek [7]             | Anastasija Pavljučenkova [14] | Bianca Andreescu [6]          |
| Simona Halep [12]              | Angelique Kerber [16]       | Garbiñe Muguruza [9]          | Elise Mertens [15]            |
| Eliminate al 3º turno          |                             |                               |                               |
| Ashleigh Barty [1]             | Sara Sorribes Tormo         | Jessica Pegula [23]           | Anett Kontaveit [28]          |
| Ajla Tomljanović               | Varvara Gračëva             | Petra Kvitová [10]            | Greet Minnen [LL]             |
| Dar'ja Kasatkina [25]          | Elena Rybakina [19]         | Sloane Stephens               | Naomi Ōsaka [3]               |
| Kamilla Rachimova [LL]         | Viktoryja Azaranka [18]     | Ons Jabeur [20]               | Danielle Collins [26]         |
| Eliminate al 2º turno          |                             |                               |                               |
| Clara Tauson                   | Sorana Cîrstea              | Hsieh Su-wei                  | Zhang Shuai                   |
| Martina Trevisan               | Misaki Doi                  | Jil Teichmann                 | Fiona Ferro                   |
| Amanda Anisimova               | Petra Martić [30]           | Paula Badosa Gibert [24]      | Anna Karolína Schmiedlová [Q] |
| Kristýna Plíšková [Q]          | Kateřina Siniaková          | Ljudmila Samsonova            | Lauren Davis                  |
| Rebeka Masarova [Q]            | Markéta Vondroušová         | Caroline Garcia               | Kristína Kučová [LL]          |
| Anhelina Kalinina              | Cori Gauff [21]             | Kaia Kanepi                   | Olga Danilović [Q]            |
| Christina McHale               | Ekaterina Aleksandrova [32] | Jasmine Paolini               | Andrea Petković               |
| Valentini Grammatikopoulou [Q] | María Camila Osorio Serrano | Kaja Juvan                    | Tamara Zidanšek               |
| Eliminate al 1º turno          |                             |                               |                               |
| Vera Zvonarëva                 | Clara Burel                 | Madison Brengle               | Veronika Kudermetova [29]     |
| Karolína Muchová [22]          | Claire Liu                  | Hailey Baptiste [WC]          | Stefanie Vögele [LL]          |
| Arantxa Rus                    | Coco Vandeweghe [WC]        | Storm Sanders [WC]            | Anastasija Potapova           |
| Samantha Stosur [PR]           | Cristina Bucșa [Q]          | Nao Hibino                    | Jamie Loeb [Q]                |
| Caty McNally [WC]              | Zarina Dijas                | Katie Volynets [WC]           | Dalma Gálfi [Q]               |
| Alison Van Uytvanck            | Nuria Párrizas Díaz [Q]     | Ashlyn Krueger [WC]           | Alison Riske                  |
| Polona Hercog                  | Danka Kovinić               | Anastasija Sevastova          | Marta Kostjuk                 |
| Nadia Podoroska                | Katie Boulter [Q]           | Viktorija Tomova [LL]         | Viktorija Golubic             |
| Rebecca Marino [Q]             | Ana Bogdan                  | Elena-Gabriela Ruse [Q]       | Cvetana Pironkova             |
| Aljaksandra Sasnovič           | Harriet Dart [Q]            | Ann Li                        | Camila Giorgi                 |
| Dajana Jastrems'ka             | Mayar Sherif [LL]           | Madison Keys                  | Magda Linette                 |
| Julija Putinceva [31]          | Ana Konjuh [Q]              | Alycia Parks [WC]             | Marie Bouzková                |
| Astra Sharma [Q]               | Emma Navarro [WC]           | Kristina Mladenovic           | Sara Errani                   |
| Tereza Martincová              | Jaroslava Švedova [PR]      | Irina-Camelia Begu            | Donna Vekić                   |
| Rebecca Peterson               | Anna Blinkova               | Ivana Jorović [PR]            | Alizé Cornet                  |
| Carla Suárez Navarro [PR]      | Heather Watson              | Bernarda Pera                 | Nina Stojanović               |

## Campioni

### Seniors

#### Singolare maschile
Daniil Medvedev ha sconfitto in finale  Novak Đoković con il punteggio di 6–4, 6–4, 6–4.
- È il tredicesimo titolo in carriera per Medvedev, il quarto della stagione nonché il primo Major.

#### Singolare femminile
Emma Raducanu ha sconfitto in finale  Leylah Fernandez con il punteggio di 6–4, 6–3.
- È il primo titolo in carriera per Raducanu.

#### Doppio maschile
Rajeev Ram e  Joe Salisbury hanno sconfitto in finale  Jamie Murray e  Bruno Soares con il punteggio di 3–6, 6–2, 6–2.

#### Doppio femminile
Samantha Stosur e  Shuai Zhang hanno sconfitto in finale  Cori Gauff e  Caty McNally con il punteggio di 6–3, 3–6, 6–3.

#### Doppio misto
Joe Salisbury e  Desirae Krawczyk hanno sconfitto in finale  Marcelo Arévalo e  Giuliana Olmos con il punteggio di 7–5, 6–2.

### Junior

#### Singolare ragazzi
Daniel Rincón ha sconfitto in finale  Shang Juncheng con il punteggio di 6–2, 7–6(6).

#### Singolare ragazze
Robin Montgomery ha sconfitto in finale  Kristina Dmitruk con il punteggio di 6–2, 6–4.

#### Doppio ragazzi
Max Westphal e  Coleman Wong hanno sconfitto in finale  Viacheslav Bielinskyi e  Petr Nesterov con il punteggio di 6–3, 5–7, [10–1].

#### Doppio ragazze
Ashlyn Krueger e  Robin Montgomery hanno sconfitto in finale  Reese Brantmeier e  Elvina Kalieva con il punteggio di 5–7, 6–3, [10–4].

### Tennisti in carrozzina

#### Singolare maschile in carrozzina
Shingo Kunieda ha sconfitto in finale  Alfie Hewett con il punteggio di 6–1, 6–4.

#### Singolare femminile in carrozzina
Diede de Groot ha sconfitto in finale  Yui Kamiji con il punteggio di 6–3, 6–2.

#### Quad singolare
Dylan Alcott ha sconfitto in finale  Niels Vink con il punteggio di 7–5, 6–2.

#### Doppio maschile in carrozzina
Alfie Hewett e  Gordon Reid hanno sconfitto in finale  Gustavo Fernández e  Shingo Kunieda con il punteggio di 6–2, 6–1.

#### Doppio femminile in carrozzina
Diede de Groot e  Aniek van Koot hanno sconfitto in finale  Yui Kamiji e  Jordanne Whiley con il punteggio di 6–1, 6–2.

#### Quad doppio
Sam Schröder e  Niels Vink hanno sconfitto in finale  Dylan Alcott e  Heath Davidson con il punteggio di 6–3, 6–2.

## Punti
| Evento              | V    | F    | SF   | QF   | 4T   | 3T   | 2T | 1T |
| Singolare maschile  | 2000 | 1200 | 720  | 360  | 180  | 90   | 45 | 10 |
| Doppio maschile     | 2000 | 1200 | 600  | 360  | 180  | 90   | 0  | —  |
| Singolare femminile | 2000 | 1300 | 780  | 430  | 240  | 130  | 70 | 10 |
| Doppio femminile    | N.D. | N.D. | N.D. | N.D. | N.D. | N.D. | —  | —  |

## Montepremi
Il montepremi complessivo per il 2021 è di 57 500 000 $.
| Evento    | V          | F          | SF       | QF       | 4T       | 3T       | 2T       | 1T      | Q3      | Q2      | Q1      |
| Singolare | $2,500,000 | $1,250,000 | $675,000 | $425,000 | $265,000 | $180,000 | $115,000 | $75,000 | $42,000 | $32,000 | $20,000 |
| Doppio    | $660,000   | $330,000   | $164,000 | $93,000  | $54,000  | $34,000  | $20,000  | N.D.    | N.D.    | N.D.    | N.D.    |

*per team